# Contea di Grenada
La contea di Grenada (in inglese Grenada County) è una contea dello Stato del Mississippi, negli Stati Uniti. La popolazione al censimento del 2000 era di 23 263 abitanti. Il capoluogo di contea è Grenada.